# Avenida Historiador Rubens de Mendonça
A Avenida Historiador Rubens de Mendonça, também conhecida como Avenida do CPA, localiza-se em Cuiabá, capital do estado de Mato Grosso, que liga a região Centro-Nordeste da cidade. Foi idealizado dento das políticas de desenvolvimento da região Centro-Oeste do Brasil dos anos 1960, formalizado no Plano Estratégico para o Desenvolvimento Local do governo estadual.